# Igrejas Evangélicas Luteranas Unidas na Índia
As Igrejas Evangélicas Luteranas Unidas na Índia (IELUI) (em inglês United Evangelical Lutheran Churches in India - UELCI) foram uma das maiores denominação Cristãs da Índia, com cerca de 3.894.452 de membros em 2023. Muitos de seus membros são Dalits e Adivasi. 
As IELUI são membros do Conselho Mundial de Igrejas, da Conferência Cristã da Ásia, do Conselho Nacional de Igrejas na Índia e da Federação Luterana Mundial.

## Igrejas-membro
As igrejas pertencente as IELUI são:
- Igreja Evangélica Luterana de Andhra
- Igreja Luterana de Arcot
- Igreja evangélica Luterana em Madhya Pradesh
- Igreja evangélica Luterana em Himalayan States
- Igreja Evangélica Luterana Bom Samaritano
- Igreja Evangélica Luterana Gossner em Chotanagpur e Assam
- Igreja Evangélica Luterana Indiana
- Igreja Evangélica Luterana  de Jeypore
- Igreja Evangélica Luterana do Norte
- Igreja Luterana de South Andhra
- Igreja Evangélica Luterana Tâmil